# Чарно, Стюарт
Стюарт Чарно (англ. Stuart Charno; род. 29 сентября 1956, Квинс, Нью-Йорк, США) — американский актёр.

## Карьера
Наиболее известен по ролям в культовых фильмах ужасов: подростковом слэшере «Пятница, 13-е. Часть 2» и экранизации одноимённой книги Стивена Кинга «Кристина».
В 1995 году Стюарт Чарно сыграл маньяка Лилларда в сериале «Секретные материалы» в эпизоде «Последний отдых Клайда Бракмана». Его жена Сара была сценаристом эпизода «Обри».
С 1996 по 1997 играл роль врача-анестезиолога Ллойда Чернова в сериале «Надежда Чикаго».

## Фильмография
| Год       |    | Русское название                                          | Оригинальное название                                    | Роль                 |
| --------- | -- | --------------------------------------------------------- | -------------------------------------------------------- | -------------------- |
| 1981      | ф  | Пятница, 13-е. Часть 2                                    | Friday The 13th, Part 2                                  | Тед                  |
| 1981      | ф  | Избранные                                                 | The Chosen                                               | первый помощник      |
| 1982      | ф  | Молодость, больница, любовь                               | Young Doctors in Love                                    | Уоррен               |
| 1982      | с  | Чертова служба в госпитале МЭШ                            | M*A*S*H                                                  | капрал Соннерборн    |
| 1982      | с  | Слава                                                     | Fame                                                     | клерк                |
| 1983      | тф | Свенгали                                                  | Svengali                                                 | Бумер                |
| 1983      | ф  | Кристина                                                  | Christine                                                | Дон Вандерберг       |
| 1985      | ф  | Парень что надо                                           | Just One of the Guys                                     | «Рептилия»           |
| 1985      | ф  | Однажды укушенный                                         | Once Bitten                                              | вампир в хижине      |
| 1986      | ф  | Современные девчонки                                      | Modern Girls                                             | нерд                 |
| 1987      | с  | Красавица и чудовище                                      | Beauty and the Beast                                     | Бенни                |
| 1988      | с  | Кошмары Фредди                                            | Freddy's Nightmares                                      | Джим                 |
| 1992      | ф  | Лунатики                                                  | Sleepwalkers                                             | полицейский фотограф |
| 1994      | тф | Приключения молодого Индианы Джонса: Голливудские капризы | The Adventures of Young Indiana Jones: Hollywood Follies | ассистент            |
| 1995      | с  | Секретные материалы                                       | The X Files                                              | Лиллард              |
| 1996—1997 | с  | Надежда Чикаго                                            | Chicago Hope                                             | доктор Ллойд Чернов  |
| 1997      | с  | Притворщик                                                | The Pretender                                            | владелец отеля       |
| 1997      | с  | Рыцари правосудия                                         | Team Knight Rider                                        | инженер              |
| 2000      | с  | Профайлер                                                 | Profiler                                                 | Марк Долан           |
| 2003      | ф  | Охотник за пришельцами                                    | Alien Hunter                                             | Абелль               |
| 2011      | ф  | Ужасвин                                                   | Horrorween                                               | игрок (камео)        |